# Dimos Astypalaia
Dimos Astypalaia (Astypalaia) är en kommun i Grekland.   Den ligger i prefekturen Nomós Dodekanísou och regionen Sydegeiska öarna, i den sydöstra delen av landet, 290 km sydost om huvudstaden Aten. Antalet invånare är 1 385. Arean är 97 kvadratkilometer.
Terrängen i Dimos Astypalaia är kuperad åt nordväst, men åt sydost är den platt.